# Lagâri Hasan Çelebi
Lagâri Hasan Çelebi fue un legendario aviador otomano que, según un reporte exclusivo escrito por el viajero Evliya Çelebi, realizó un exitoso vuelo en un cohete.

## Reporte
Evliya Çelebi cuenta que en 1633, Lagâri Hasan Çelebi se lanzó en un cohete de 7 alas utilizando 50 okka (140 lbs) de pólvora desde Sarayburnu, un punto debajo del Palacio de Topkapi en Estambul. Se decía que el vuelo se llevaría a cabo en el momento del nacimiento de la hija del sultán Murad IV. Como Evliya Çelebi escribió, Lagâri proclamó antes del lanzamiento: "¡Oh mi sultán! ¡Sea bendecido,  voy a hablar con Jesús!"; después de ascender en el cohete,  aterrizó en el mar, nadando a tierra y bromeando: "¡Oh mi sultán! ¡Jesús le envía sus saludos!"; fue recompensado por el sultán con plata y el rango de sipahi (cipayo) en el ejército otomano.
Evliya Çelebi también escribió sobre el vuelo del hermano de Lagâri, Hezârfen Ahmed Çelebi, quien hizo un vuelo con planeador un año antes.

## En la cultura popular
Istanbul Beneath My Wings es una película de 1996 sobre las vidas de Lagâri Hasan Çelebi, su hermano y compañero aviador Hezârfen Ahmed Çelebi, y la sociedad otomana de inicios del siglo XVII presenciada y narrada por Evliya Çelebi.
La leyenda fue abordada en un experimento por el programa televisivo MythBusters, el 11 de noviembre de 2009, en el episodio "Crash and Burn"; sin embargo, el equipo señaló que Evliya Çelebi especificó muy poco el supuesto diseño utilizado por Lagâri Hasan y dijo que habría sido "extremadamente difícil" para una figura del siglo XVII, no equipada con aleaciones de acero modernas y soldadura, aterrizar sin incidentes o incluso conseguir  en el empuje necesario. A pesar de que el recreado cohete despegó,  explotó a medio vuelo.